# Johan De Nysschen
Johan De Nysschen (ur.  24 marca 1960 w Pretorii) – południowoafrykański menedżer i biznesmen, dyrektor operacyjny Volkswagen America oraz były prezes Cadillaca i General Motors w latach 2014 – 2018.

## Życiorys
Jest absolwentem Uniwersytetu w Pretorii oraz Uniwersytetu im. Nelsona Mandeli w Port Elizabeth. W latach 1990 – 1993 przewodził filii BMW w RPA, a potem od 1993 do 1999 roku dowodził południowoafrykańskiemu oddziałowi Audi. Następnie wyjechał do Stanów Zjednoczonych, gdzie kontynuował karierę w sektorze motoryzacyjnym. W latach 2004 – 2012 dowodził amerykańskiemu oddziałowi Audi, a w 2012 roku został prezesem Infiniti. Funkcję tę pełnił do sierpnia 2014 roku, kiedy De Nysschen dokonał transferu do General Motors, gdzie został prezesem Cadillaca i wiceprezesem koncernu. W kwietniu 2018 roku został niespodziewanie odwołany ze stanowiska z powodu "rozbieżnych celów na przyszłość".

## Życie prywatne
De Nysschen jest Afrykanerem, a jego rodzimym językiem jest afrikaans. Posiada dwójkę dorosłych dzieci z pierwszego małżeństwa. Od 16 lat mieszka w Stanach Zjednoczonych, gdzie drugi raz ożenił się z biznesmenką Anną Cione.